# Orange Cara Cara
Espèce
L'orange Cara Cara est une variété d'orange navel de pleine saison (fin décembre, janvier dans l'hémisphère nord) à la pulpe d'un bel orangé rose-framboise lumineux. Ce serait un mutant spontané de l'orange Washington navel isolé dans le verger de l'Hacienda Cara Cara, à Valencia (Venezuela) en 1976 qui connu un succès commercial pour la couleur de son jus, et de sa pulpe qui lui vaut d'être utilisée dans les salades les boissons ou dans les pâtisseries.

## Histoire
L'affirmation d'Allen Susser (1997) qui dit que Cara Cara est un hybride de Washington Navel et de la Bahia brésilienne n'a jamais été confirmée par les généticiens, il s'agit bien d'un mutant spontané.
La plante a été introduite aux USA depuis le Venezuela à la fin des années 1980. Elle a séduit par la couleur de sa pulpe et par son goût (délicat parfum d'eau de rose). Son goût est peu acide, peu prononcé et se prête à la pâtisserie. La marque Sunkist a mondialisé le jus d'orange Cara Cara, elle est fait une promotion et donne des recettes de cocktails. Elle est de nos jours largement cultivée de par le monde, y compris en Chine. Pour la première fois Cara Cara a été commercialisée pour le grand public en Europe en 2024-25, son promoteur voit un bel avenir pour les oranges à pulpe rosée y compris la sud-africaine Kirkwood et la Red Lina.

## Description
Le fruit est semblable aux Washington navel, sans pépins, facile à peler, légèrement ovoïde (base légèrement aplatie), d'un poids compris entre 180 et 270 g, juteux (pourcentage de jus en poids de l'ordre de 50 %).

### Une orange riche en lycopène
À la différence des oranges sanguines dont la coloration rouge foncé à presque noir est dues aux anthocyanines et est stimulée par le froid, la coloration homogène de Cara Cara résulte d'une forte teneur en lycopène, de phytoène et de phytofluène, pigments solubles, et n'est pas influencée par les températures douces. Deux gènes responsables de la biosynthèse du phosphate de méthylérythritol puis des caroténoïdes s'expriment chez Cara Cara davantage que chez les navel ordinaires. Ces caroténoïdes sont présents dans de nombreux légumes (tomate, pastèque, etc.) et chez le Citrus ×paradisi (connu en France sous le nom de pomélo de Corse, et ailleurs variété Star Ruby, mais aussi chez les cultivars Ruby Red, Pink, Rio red) dont la couleur de la pulpe est proche de Cara Cara. 29 pigments caroténoïdes ont été isolés en 2001, lycopène (3,9 ± 1,1 ppm) et β-carotène sont dominants, 42 caroténoïdes ont été détectés dans le jus de Cara Cara en 2018 dont des isomères dérivés de la β-cryptoxanthine, du β-carotène, du lycopène, du phytoène et du phytofluène. La teneur en caroténoïdes est significativement supérieure à une orange naval classique, Cara Cara est une navel unique car elle contient à la fois du lycopène et du β-carotène avec peu ou pas d'α-carotène.
La génétique du processus de coloration de Cara Cara est de nos jours (2021) bien décrite. 5 gènes sont déterminants pour l'accumulation de caroténoïdes et 6 autres pour la biosynthèse des flavonoïdes. 24 facteurs de transcription TF co-régulent directement les deux voies.
La capacité anti-oxydante de ces caroténoïdes est maintenu par un stockage à faible température (6°).

### Effets de la consommation sur la santé

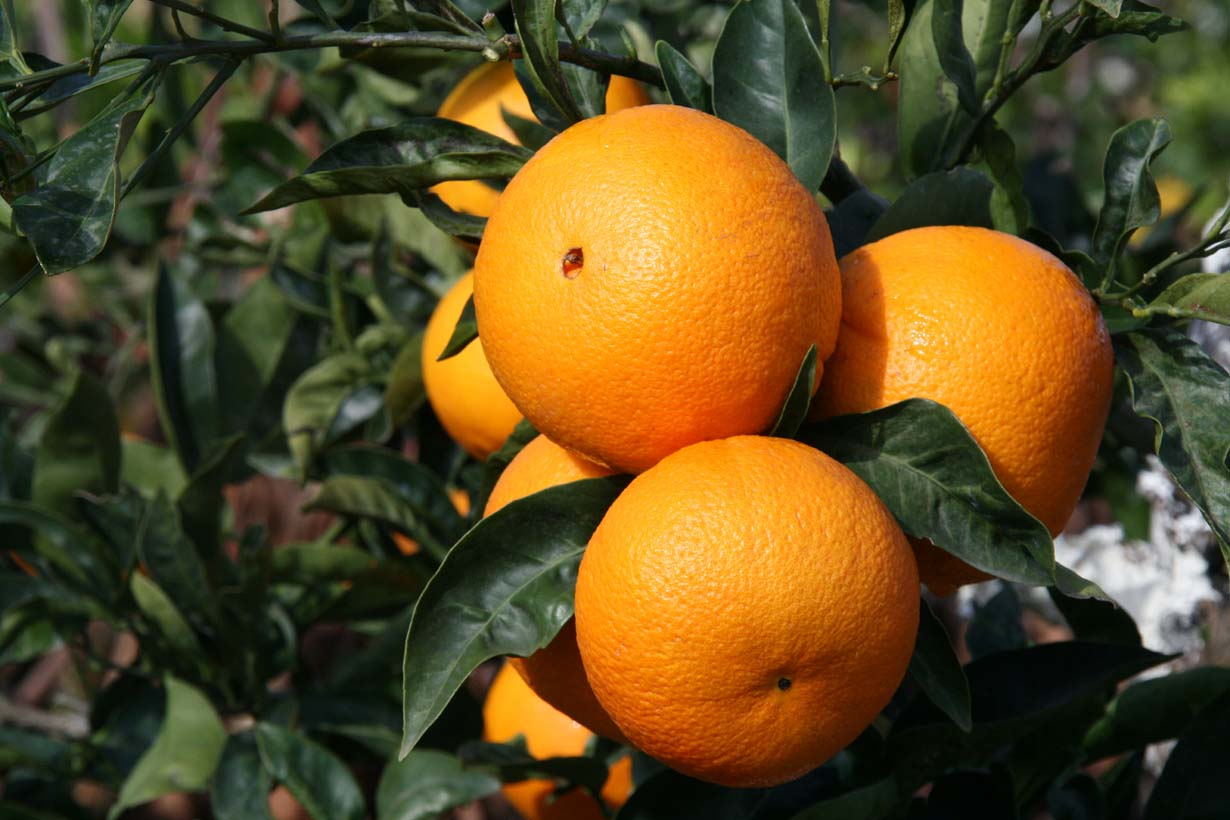
Cara Cara à maturité (fin décembre - Sud Portugal)

Une étude brésilienne (2019) a montré que la consommation régulière de Cara Cara (1/2 l de jus par jour) induit des changements favorables de la biodiversité du microbiote intestinal humain (abondance accrue d'un réseau d'UTO Clostridia des familles Mogibacteriaceae, Tissierellaceae, Veillonellaceae, Odoribacteraceae et Ruminococcaceae).
Cathy Thomas inclus Cara Cara dans ses 50 Best Plants on the Planet: The Most Nutrient-Dense Fruits and Vegetables (2013).